# Rio Keiskamma
Rio Keiskamma é um rio da África do Sul.